# Goldschmidt (cráter)

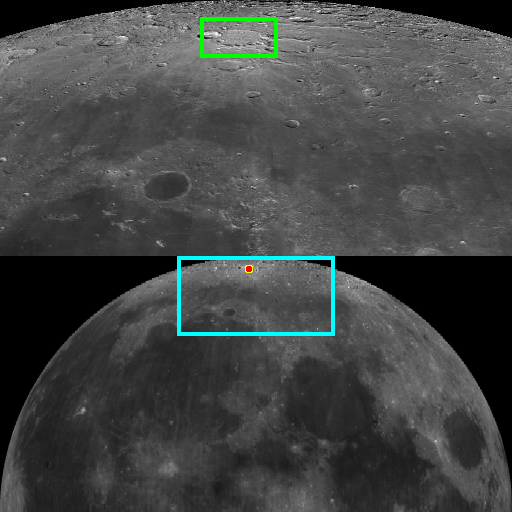
Localización de Goldschmidt sobre la esfera lunar

Goldschmidt  es un gran cráter de impacto lunar de la variedad comúnmente denominada como llanura amurallada. Se encuentra en la parte norte de la cara visible de la Luna, y visto desde la Tierra muestra una forma ovalada debido al escorzo. El brocal en realidad es relativamente circular, aunque el borde occidental está cubierto por el destacado cráter Anaxagoras. En el lado sureste aparece el borde del cráter Barrow, estando las dos formaciones separadas por una vasta elevación de 30 kilómetros de anchura. Más al sur se halla el cráter Epigenes.
|  |

El borde externo fuertemente erosionado de Goldschmidt es rugoso e irregular, con una pared interior que presenta una serie de incisiones en varios lugares producidas por pequeños impactos. Gran parte del borde occidental ya no existe, debido a la superposición de Anaxágoras y del más pequeño Anaxágoras A. Las eyecciones de estas formaciones cubren el tercio occidental del interior de Goldschmidt, siendo el suelo restante casi nivelado y plano, posiblemente por haber resurgido debido a los flujos de lava. A pesar de esta circunstancia, la superficie aparece marcada por una multitud de pequeños cráteres, siendo el más destacado el pequeño Goldschmidt A.

## Cráteres satélite
Por convención estos elementos son identificados en los mapas lunares poniendo la letra en el lado del punto medio del cráter que está más cerca de Goldschmidt.
|             | \| Goldschmidt \| Coordenadas \| Diámetro \| \| ----------- \| --------------------------- \| -------- \| \| A \| 72°30′N 2°30′O / 72.5, -2.5 \| 7 km \| \| B \| 70°36′N 6°42′O / 70.6, -6.7 \| 10 km \| \| C \| 71°06′N 6°00′O / 71.1, -6.0 \| 7 km \| \| D \| 75°18′N 7°42′O / 75.3, -7.7 \| 14 km \| |          |
| Goldschmidt | Coordenadas | Diámetro |
| A           | 72°30′N 2°30′O / 72.5, -2.5 | 7 km     |
| B           | 70°36′N 6°42′O / 70.6, -6.7 | 10 km    |
| C           | 71°06′N 6°00′O / 71.1, -6.0 | 7 km     |
| D           | 75°18′N 7°42′O / 75.3, -7.7 | 14 km    |